# Ntreev Soft
Ntreev Soft（エントリーブソフト）は、韓国のゲーム会社。パンヤシリーズやトリックスターなどを開発した事で知られる。

## 来歴
- 1992年7月  - 前身となる「Sonnori」開発チーム結成
- 1998年2月  - Sonnori（朝鮮語版）法人化
- 2001年11月 - Locus Holdingsに合併され、Sonnoriゲーム事業本部となる。 その後、 Locus HoldingsはPlenus Entertainmentへと商号を変更した。
- 2003年11月 - Plenus Entertainmentは会社をNtreevとSonnoriの2つに分割し、これによりNtreevが設立された。
- 2005年1月 - IHQ（英語版）社へ編入
- 2006年9月 - アメリカ法人設立（Ntreev USA）
- 2007年7月 - SKテレコムがNtreev Softの株式を66.7％取得して、同社の子会社とした[1]。
- 2012年2月 - NCSOFT CorporationがSKテレコムの持つNtreev Softの株式を買収し、同社の子会社とした[2]。
- 2024年2月 - Ntreev Soft閉鎖[3][4]

## 開発作品

### オンラインゲーム
- パンヤシリーズ
  - スカッとゴルフ パンヤ（2017年11月10日サービス終了）
- トリックスター（2014年1月28日サービス終了）
- BLACKSHOT（2010年12月15日サービス終了[5]）

### PCゲーム
- ASTONISHIA STORY R
- WHITEDAY
- ARCTURUS
- STEEL EMPIRE
- FORGOTTEN SAGA
- DARKSIDE STORY
- ASTONISHIA STORY
- Clickr

### コンシューマーゲーム
- パンヤシリーズ
  - スイングゴルフ パンヤ
  - ファンタジーゴルフ パンヤ PORTABLE

### スマートフォンゲーム
- トリックスター〜召喚士になりたい〜（韓国版サービス終了） ※日本ではSTAIRS Corp.運営
- パンヤ モバイル（日本未配信） ※韓国ではLINE Corporation運営
- プロ野球 H2（日本未配信） ※韓国では親会社のNCSOFT Corporation運営